# Suppression de fichier

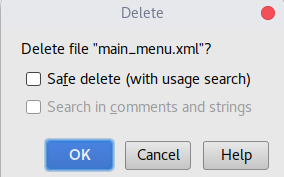
Fenếtre de confirmation de suppression de fichier

En informatique, la suppression de fichier est une action qui consiste à effacer un fichier d'un système de fichiers.
La plupart du temps, les fichiers sont supprimés car ils contiennent des données redondantes, inutiles, sensibles ou compromettantes. Les autres causes pouvant également mener à la suppression de fichiers sont la nécessité de libérer de l'espace ou encore une fausse manœuvre.
De façon plus inhabituelle et plus brutale, la suppression de fichiers peut être effectuée en détruisant le matériel de stockage ou, s'il s'agit d'un disque, en le dégaussant.
Généralement, le fichier n'est pas réellement effacé, seul son référencement est effacé et les données contenues par le fichier sont toujours à leur place, ce qui explique la possibilité de récupérer des données effacées via des logiciels spécifiques. Ces logiciels ne sont pas toujours efficaces car, comme les données du fichier ne sont plus référencées, le système d'exploitation considère leur emplacement comme de l'espace libre et le réutilise pour y écrire des données, effaçant du même coup les anciennes données du fichier supprimé.

## Méthodes

### Logicielsintégrés auxOS

#### Commandesinternes
- rm est la commande des systèmes Unix pour effacer les fichiers[6];
- pour effacer un dossier, rmdir est une commande interne aux systèmes Unix et Windows. Par défaut, son abréviation rd est uniquement disponible avec les systèmes Microsoft;
- la commande del ou erase permet d'effacer un fichier sous MS-DOS;
- deltree est une commande MS-DOS (depuis la version 6) qui permet d'effacer un répertoire;
- Remove-Item est la commande interne à l'interpréteur du système PowerShell. Ce système accepte aussi par défaut les alias ri, del, erase, rmdir, rd et rm.

#### Logiciel enmode graphique
- Explorateur Windows

### Logiciels tiers

#### Commande externe
- Shred (commande unix)

#### Logiciel enmode texte
- Darik's Boot and Nuke

#### Logiciel en mode graphique
- Eraser
- BleachBit
- ShredIt (en)

### Langages de programmation

#### Fonction
- La fonction DeleteFile permet de supprimer un fichier en Visual Basic

#### Algorithme
- Méthode de Gutmann